# Rura Aek Sopang
Rura Aek Sopang is een bestuurslaag in het regentschap Humbang Hasundutan van de provincie Noord-Sumatra, Indonesië. Rura Aek Sopang telt 1292 inwoners (volkstelling 2010).